# Siervas de Cristo Sacerdote
La Congregación Siervas de Cristo Sacerdote es una congregación religiosa católica femenina de derecho pontificio, fundada por la religiosa colombiana Margarita Fonseca Silvestre, en 1918 en Bogotá, para la asistencia y promoción de las mujeres de sectores populares o marginadas. A las religiosas de esta congregación se les conoce como Siervas de Cristo Sacerdote y posponen a sus nombres las siglas S.C.S.

## Historia

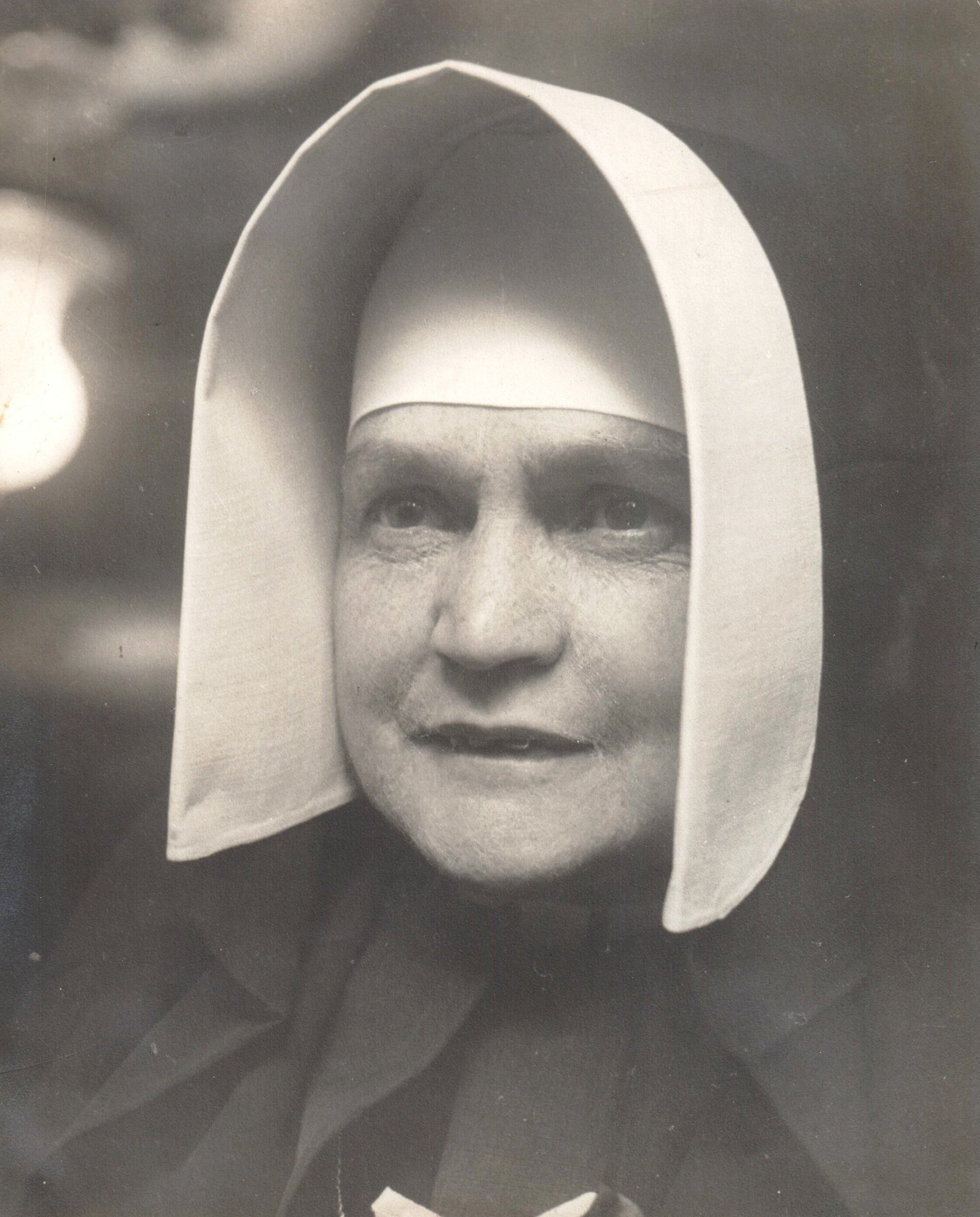
Margarita Fonseca Silvestre (1844-1945), fundadora de la congregación

La religiosa colombiana Margarita Fonseca Silvestre fundó la Asociación de Caridad para Niñas Huérfanas en 1918 en la ciudad de Bogotá, con el fin de atender a las niñas abandonadas, en el hogar Sagrada Familia. La obra nació en el contexto de una afloración del catolicismo social en la capital colombiana a inicios del siglo XX. Con el ideal de convertir la asociación en una congregación religiosa, con la ayuda del monfortiano José Gourion y del canónigo Carlos Cortés Lee, consiguió la aprobación diocesana de la misma, de manos del arzobispo de Bogotá, Ismael Perdomo Borrero, bajo el título de Congregación de Siervas de la Sagrada Familia, el 24 de mayo de 1928. A la muerte de la fundadora (1945), la congregación contaba con cinco orfanatos, dos dormitorios, una casa de re-educación social y un reformatorio.
Entre las primeras miembros de la congregación se encontraban: la bogotana Manuela Montoya Lorenzana, de familia aristocrática y la panameña Margarita Arozemena, hermana del presidente Florencio Harmodio Arozemena.
Debido a que en Manizales (Colombia) existía una congregación con el mismo nombre, en el capítulo general de 1956, las religiosas, que habían ampliado sus actividades a la atención de los sacerdotes, cambió su nombre por el de Congregación de Siervas de Cristo Sacerdote. Con este nombre, el instituto fue aprobado por la Santa Sede el 1 de julio de 1956.

## Organización
La Congregación de Siervas de Cristo Sacerdote es un instituto religioso centralizado, cuyo gobierno lo ejerce la superiora general. Su sede central se encuentra en Bogotá.
Las Siervas de Cristo Sacerdote se dedican a las obras sociales y caritativas en favor de mujeres de los sectores populares y/o en situaciones de abandono, maltrato o discapacidad,, y en favor de los marginados. Al carisma de las periferias, unen el servicio de apoyo parroquial a los sacerdotes.
En 2015, el instituto contaba con unas 115 religiosas y 31 comunidades, presentes en Colombia, Italia, Perú y Ecuador.